# عزرا سيمز
عزرا سيمز (بالإنجليزية: Ezra Sims)‏ هو عالم موسيقى وملحن أمريكي، ولد في 16 يناير 1928 في برمنغهام في الولايات المتحدة، وتوفي في 30 يناير 2015.

## وصلات خارجية
- الموقع الرسمي